# Małgorzata Rejmer

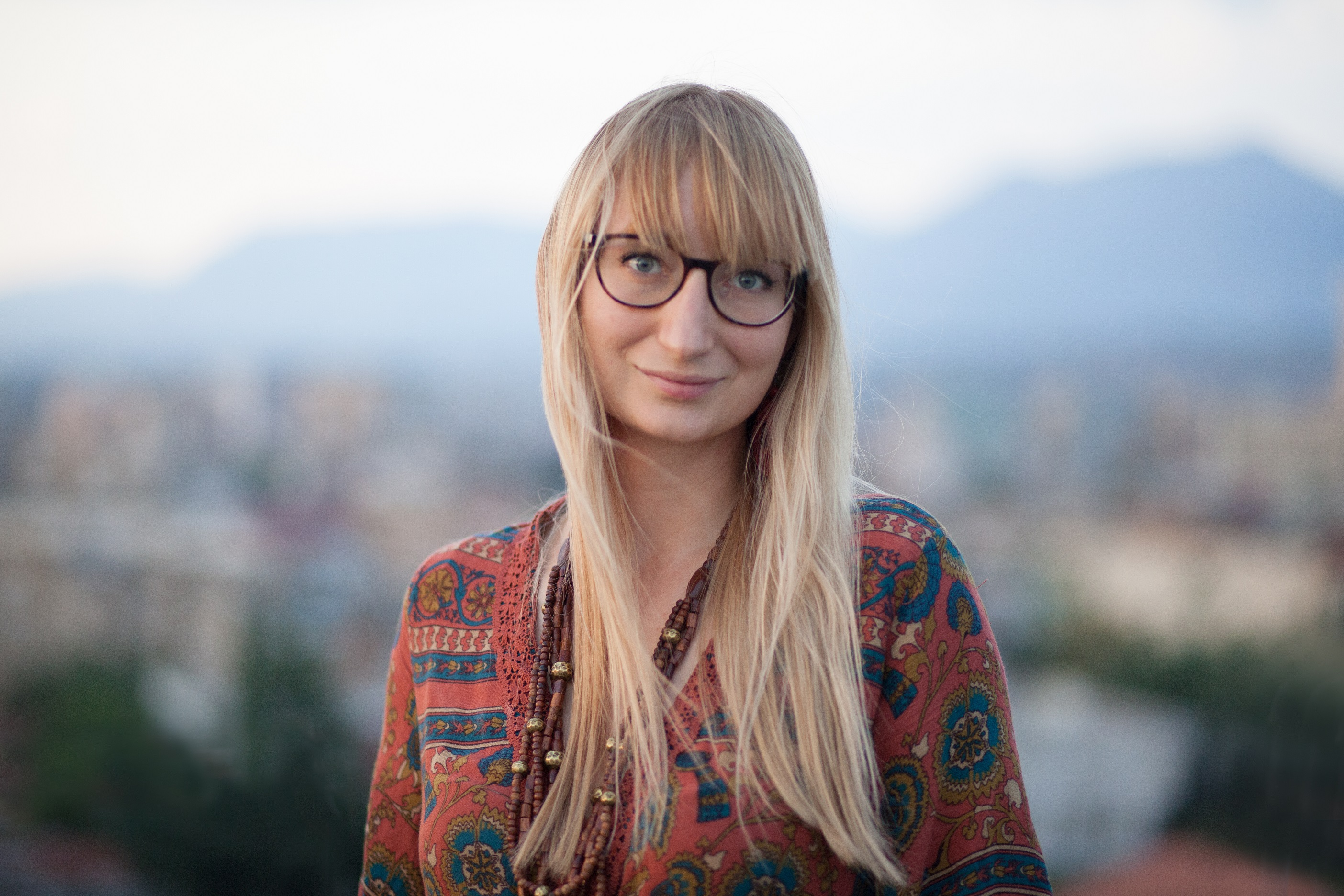
Małgorzata Rejmer (2018)

Małgorzata Zofia Rejmer (* 6. September 1985 in Warschau, Polen) ist eine polnische Schriftstellerin und Reporterin.

## Leben
Rejmer absolvierte ein Studium der Kulturwissenschaft an der Universität Warschau. Als Schriftstellerin debütierte sie mit der Erzählung Poczekalnia, die 2006 in der Zeitschrift Lampa erschien. Ihr er erstes Buch Toksymia wurde 2009 veröffentlicht. Für ihr drittes Buch zog sie 2015 zunächst für einige Monate nach Albanien, blieb jedoch mehrere Jahre.
Zurzeit lebt sie in Tirana.

## Publikationen
- Toksymia, 2009, mit Illustrationen von Maciej Sieńczyk
- Bukareszt. Kurz i krew, 2013
- Błoto słodsze niż miód. Głosy komunistycznej Albanii, 2018

## Auszeichnungen und Nominierungen
- 2010: Nominierung für den Literaturpreis Gdynia in der Kategorie Prosa mit Toksymia
- 2013: Nominierung für den Nike-Literaturpreis mit Bukareszt. Kurz i krew
- 2018: Paszport Polityki in der Kategorie Literatur
- 2020: Kościelski-Preis